# قرد جنوبي أنامي
أسترالوبيتك أنامنسيس؛ (الماشي على قدمين)، عاش بين حوالي 4.2 إلى 3.9 مليون سنة خلت. تم التعرف عليه في عام 1995 من خلال مجموعة من المستحاثات المكتشفة في شرق أفريقيا، في كينيا. المستحاثة الأولى تم اكتشافها في العام 1965 من قبل بعثة من جامعة هارفارد.

## قصة الاكتشاف
أسترالوبيثكس أمانسيس هو نوع من مستحاثات أسترالوبيثكس. المستحاثة الأولى منه كانت عبارة عن عظم ذراع تم العثور عليها في طبقات العصر الباليوسيني في منطقة كانابوا إلى الشرق من بحيرة توركانا في كينيا، من قبل فريق أبحاث من جامعة هارفارد عام 1965. في ذلك الحين تم تصنيف العينة بشكل مؤقت ضمن مجموعة أسترالوبيثكس وتم تأريخها عى 4 ملايين سنة خلت. ولم يتم اكتشاف الكثير منها حتى العام 1987، عندما اكتشفت عالمة الآثار الكندية آلان مورتون كسر من عينة بارزة على خاصرة أحد التلال المتآكلة جزئياً شرق خليج آلياباي، بالقرب من بحيرة توركانا.
بعد ست سنوات، قامت كل من مياف ليكي (أنتروبولوجية كينية مولودة في لندن) وألان ووكر بالتنقيب في موقع آلياباي واكتشفوا عدة أجزاء إضافية من هذا الكائن، بما في ذلك كامل الفك السفلي، متشابهة جدا مع المظهر الاعتيادي للشمبانزي (سكان الكهوف) ولكن الأسنان تشبه أسنان الإنسان أكثر. وفي العام 1995، ومن أجل اظهار الاختلافات بين المكتشفات الجديدة عن هذا الكائن وبين الأسترالوبيتك أفرانسيس، قامت مياف ليكي وزملاؤها بنسبها إلى نوع جديد (أسترالوبيتك أنامنسيس)، والتي تستمد اسمها من لفظة «أنام»، بمعنى «البحيرة» بلغة توركانا.
على الرغم من أن فريق التنقيب لم يعثر على الوركين والساقين أو القدمين، فان مياف ليكي تعتقد بأن أنامنسيس كان يتسلق الأشجار في الكثير من الأحيان. ان تسلق الأشجار كان هو سلوك كل أسلاف الإنسان حتى نحو 2.5 مليون سنة خلت. ان أسترالوبيتك أنامنسيس لديه العديد من القواسم المشتركة مع أسترالوبيتك أفرانسيس وربما كان هو الجد المباشر له. نعتقد بأن أسترالوبيتك أنامنسيس عاش بين 4.1 و3.9 مليون سنة خلت. فيما أن أقدم العينات تم اكتشافها بين طبقتين من الرماد البركاني، مؤرخة بين 4.17 إلى 4.12 مليون سنة خلت، وهي الفترة التي ظهر فيها أسترالوبيتك أفرانسيس بين المستحاثات.

## وصف
العدد الكامل هو 21 مستحاثة تشمل الفكين العلوي والسفلي وشظايا من جماجم والأجزاء العلوية والسفلية من الساق. بالإضافة إلى ذلك، فان هناك جزء من عظم العضد كان قد تم تم العثور عليه قبل ثلاثين عاما في نفس الموقع في كانابا وقد تم الآن ربطها بهذا الكائن.
في العام 2006، تم الإعلان رسميا عن اكتشاف أسترالوبيتك أنامنسيس جديد في المنطقة التي يطلق عليها أواش الوسطى (حيث تم اكتشاف العديد من مستحاثات الأسترالوبيتك الأكثر حداثة)، وعلى بعد عشرة كيلومترات فقط من الموقع الذي قدم مستحاثات أرديبيتيكوس راميدوس (الصنف الأكثر حداثة من آرديبيتيكوس حتى يومنا هذا). آرديبيتيكوس كان هو أحد طلائع الإنسان، ويؤرخ وجوده على المرحلة التي سبقت مباشرة أسترالوبيتك على شجرة التطور. أسترالوبيتك أنامنسيس تم تأريخه على نحو 4.2 مليون سنة خلت، بينما تم تأريخ آرديبيتيكوس راميدوس على حوالي 4.4 مليون سنة خلت، مما يترك فترة 200 ألف سنة فقط بين هذين النوعين، ويسد ثغرة جديدة في مسيرة تطور إنسان ما قبل الاسترالوبيتك.